# Vilaplana
Vilaplana település Spanyolországban, Tarragona tartományban. Vilaplana Mont-ral, Alforja, Tarragona, Capafonts, L'Albiol, L'Aleixar, Arbolí és La Febró községekkel határos. Lakosainak száma 553 fő (2024).

## Népesség
A település népessége az elmúlt években az alábbi módon változott:
| Lakosok száma | 348  | 1123 | 821  | 649  | 513  | 550  | 614  | 630  | 574  | 553  |
|               | 1717 | 1887 | 1936 | 1960 | 1986 | 2004 | 2009 | 2014 | 2019 | 2024 |